# Révillon
Révillon är en kommun i departementet Aisne i regionen Hauts-de-France i norra Frankrike. Kommunen ligger i kantonen Braine som ligger i arrondissementet Soissons. År 2018 hade Révillon 68 invånare.

## Befolkningsutveckling
Antalet invånare i kommunen Révillon
Referens: INSEE